# Chittenden
Chittenden es un pueblo ubicado en el condado de Rutland en el estado estadounidense de Vermont. En el año 2010 tenía una población de 1,258 habitantes y una densidad poblacional de 6 personas por km².

## Geografía
Chittenden se encuentra ubicado en las coordenadas mencionadas en la ficha.

## Economía
Según la Oficina del Censo, en el 2000 los ingresos medios por hogar en la localidad eran de US$45,313 y los ingresos medios por familia eran de US$52,596. Los hombres tenían ingresos medios de $35,556, frente a los $31,776 para las mujeres. La renta per cápita para la localidad era de $21,278. Alrededor del 6.2% de la población estaban por debajo del umbral de pobreza.